# Geraniol
A geraniol egy monoterpén alkohol, a gerániumolaj fő komponense. Kis mennyiségben a gólyaorrfélékben (például Geraniumban), vagy például a citromban fordul elő. Halványsárga színű olaj, melynek rózsaillata van, ezért parfümökben használják. Használják rovarűző készítményekben is. A méhek illatmirigyeiben is megtalálható, és a nektár tartalmú növények lokalizációjára és a kaptár bejáratának jelölésére használják.
Újabban szintetikus úton is előállítják.